# József Sándor
József Sándor, właśc. József Stemmer (ur. 6 sierpnia 1892 w Jászárokszállás) – węgierski zapaśnik walczący w stylu klasycznym. Olimpijczyk ze Sztokholmu 1912, gdzie zajął 23. miejsce w wadze lekkiej.
Zajął czwarte miejsce na mistrzostwach Europy w 1912 roku.

## Letnie Igrzyska Olimpijskie 1912
| Konkurencja | Eliminacje           | Eliminacje            | Eliminacje                | Klas. końcowa |
| Konkurencja | Przeciwnik I         | Przeciwnik II         | Przeciwnik III            | Miejsce       |
| ----------- | -------------------- | --------------------- | ------------------------- | ------------- |
| 67,5 kg     | Carl Johnson (SWE) Z | Johan Nilsson (SWE) P | Ludwig Sauerhöfer (GER) P | 23.           |